# Ludwig Reindl
Ludwig Rupert Reindl (* 16. Mai 1893 in Wien als Ludwig Rupert Kisling; † 12. Februar 1994 in Wien) war ein österreichischer Erfinder.
Reindl beantragte am 15. Dezember 1941 die Aufnahme in die NSDAP und wurde zum 1. Januar 1942 aufgenommen (Mitgliedsnummer 9.032.052). Zudem war er Mitglied in der NSV, DAF und im Reichsluftschutzbund. Aufgrund seiner Tätigkeit als Betriebs- und Geschäftsführer des „Tox‐Tinten‐und Klebstoff‐Werkes“, an dem die Wehrmacht zu 67 % beteiligt war, wurde Reindl als „unabkömmlich“ eingestuft. Nach 1945 wurde Reindl als „Minderbelasteter“ kategorisiert.
Ludwig Reindl entwickelte als Laborleiter der Firma Kores in den 1950er Jahren das Klebeband TIXO. Er blieb als Erfinder weitgehend unbekannt, schaffte es aber in die Liste der hundertjährigen Österreicher.
Reindl wurde am Wiener Zentralfriedhof bestattet. Im 22. Wiener Gemeindebezirk ist seit 2003 die Ludwig-Reindl-Gasse nach ihm benannt.